# Kali Nadi Oriental
Kali Nadi o Kali Nadi Oriental (East Kali Nadi, pròpiament Kalindi, deformat pels escriptors perses a Kali Nadi que vol dir Riu Negre) és un riu d'Uttar Pradesh, Índia, al nord-oest de l'estat, passant pels districtes de Muzaffarnagar, Meerut, Ghaziabad, Bulandshahr, Aligarh, Etah i Farrukhabad. Neix amb el nom de Nagan al districte de Muzaffarnagar a 29° 19′ N, 77° 48′ E / 29.317°N,77.800°E, i inicialment el llit és ben definit i de vegades sec, sent perenne a partir del districte de Bulandshahr quan agafa el nom de Kali Nadi. El seu curs sud canvia a sud-est fins a arribar al Ganges prop de Kanauj a 500 km del seu naixement.